# Moby Dick (Rhein)
Moby Dick war ein Beluga- oder Weißwal, der 1966 entlang des Niederrheins und danach in ganz Deutschland und den Niederlanden Aufsehen erregte. Er wurde nach dem Roman Moby-Dick von Herman Melville benannt.

## Entdeckung und Verfolgung
Am 18. Mai 1966 meldeten Schiffer bei Duisburg der Wasserschutzpolizei einen weißen Wal im Rhein. Diese machte bei den Meldern zunächst einen Test auf Blutalkohol, der aber negativ verlief. Im Fluss schwamm tatsächlich ein weißer Wal, 300 Kilometer weg vom Meer und tausende Kilometer entfernt vom üblichen Lebensraum der Belugawale, den arktischen Gewässern.
Presseberichten zufolge hatte der Wal ursprünglich in einen englischen Zoo gebracht werden sollen. Das Transportschiff kenterte jedoch beinahe bei einem Orkan, und der Wal wurde kurz vor Erreichen der englischen Küste in die Nordsee gespült. Von dort aus gelangte er über den Hafen von Rotterdam in den Rhein.
Wolfgang Gewalt, der Direktor des Duisburger Zoos, versuchte des ungewöhnlichen Gastes im Rhein mit Netzen und Betäubungspfeilen Herr zu werden. Aktivisten versuchten die Jagd zu stören, indem sie von einem Luftschiff aus Orangen in den Rhein warfen, um von einer farbähnlichen Markierungsboje abzulenken, die ein Scharfschütze mit einem Schuss unter die Haut befestigte. Empörung in der Bevölkerung und offizielle Proteste aus den Niederlanden führten schließlich dazu, dass die Fangversuche eingestellt wurden.
Zunächst wendete sich der schnell „Moby Dick“ genannte Wal wieder meerwärts, stoppte jedoch vor der eigens für ihn geöffneten Schleuse Kornwerderzand zum Meer und schwamm wieder rheinaufwärts. Begleitet von zahlreichen Schaulustigen schwamm er bis Bonn, wo sein Auftauchen eine Bundespressekonferenz unterbrach. Erst kurz vor Rolandseck drehte er wieder um und wurde bereits drei Tage später, am 16. Juni um 18:42 Uhr, zum letzten Mal beim Erreichen des offenen Meeres nahe Hoek van Holland gesehen.

## Rezeption
Das Erscheinen von Moby Dick im Rhein gilt als ein Beginn der Tierschutz- und Umweltbewegung in Deutschland. Den dystopischen Gehalt der Rheinreise arbeitete 2000/2001 Stephan Koesters Dokumentarfilm Moby Dick heraus. In Bonn wurde 1976 das Rheinschiff Moby Dick nach dem Wal benannt. Ein Buch von Isabelle Schaub befasste sich 2019 mit der Ansicht, der kranke Rhein selbst habe den Wal gerufen.
1966 diente Moby Dick dem Medium Terzett als Inspiration für das karnevalistische Lied Was will der weiße Wal im Rhein?.

## Medien und Weblinks
- Wasserschutzpolizei des Landes Nordrhein-Westfalen: Das Wal-Jahr 1966 (Memento vom 17. November 2009 im Internet Archive)
- Tran und Tränen Der Spiegel 23 / 1966 vom 30. Mai 1966
- WDR Stichtag: Der Moby Dick vom Rhein (Memento vom 14. Juni 2011 im Internet Archive)
- Der weisse Wal bei filmportal.de
- Isabelle Schaub: Die Reise des weißen Wals. Roman, Berlin 2019, ISBN 978-3-943767-87-2